# Françoise-Louise de Warens

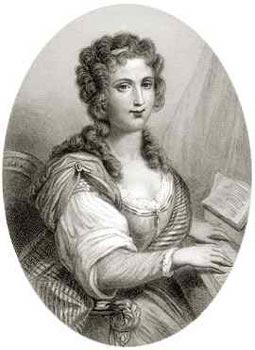
Madame de Warens

Françoise-Louise de Warens (nacida Louise Eléonore de la Tour du Pil, conocida como Madame de Warens) (Vevey, 31 de marzo de 1699 – Chambery, 29 de julio de 1762) fue la benefactora y amante del escritor y músico francés Jean-Jacques Rousseau.
Nació en Vevey (Suiza) en el seno de una familia protestante. En 1714 se casó con el señor de Loys y se convirtió en la baronesa de Warens, nombre de una propiedad de su marido cerca de la ciudad de Vevey. El mismo año consiguió la anulación de su matrimonio, emigrando a la ciudad francesa de Annecy, para más tarde trasladarse a la casa llamada Les Charmettes, en los altos de la ciudad de Chambery.
Madame de Warens fue una persona muy polémica: en 1726, tras la quiebra de una empresa de medias de seda y lana que ella había fundado, huyó a Saboya con la recaudación[cita requerida], y renegó de su religión para convertirse al catolicismo ante el obispo de Annecy. Pasó a percibir una pensión de la Iglesia para difundir el catolicismo en esta región fronteriza con Ginebra, en aquella época capital del protestantismo.
Madame de Warens era una mujer culta y muy liberal para su tiempo y probablemente desempeñó un papel político como enlace con el jefe de la Casa de Saboya del que percibía una pensión, supuestamente por ser conversa. Fue una mujer emprendedora y se lanzó en varias aventuras empresariales que fracasaron todas.
Rousseau la conoció en marzo de 1728 y se instaló en su casa de Les Charmettes entre 1735 y 1737. Ella fue su protectora y se encargó de su educación espiritual, artística y sentimental. Rousseau dejó Les Charmettes y a Madame de Warens por negarse a compartirla con un nuevo amante, pero nunca la olvidó. Tras unos años fuera de Francia, regresó en 1767 e intentó volver a contactar con ella, pero descubrió que había fallecido arruinada. Describe su relación con Madame de Warens y el tiempo de felicidad que pasó con ella en Les Charmettes en su obra biográfica Las confesiones, y le rindió homenaje en las últimas páginas de su obra Ensoñaciones del paseante solitario, con el título de El décimo paseo.